# Honnecourt-sur-Escaut
Honnecourt-sur-Escaut è un comune francese di 775 abitanti situato nel dipartimento del Nord nella regione dell'Alta Francia.

## Società

### Evoluzione demografica
Abitanti censiti